# Pseudexentera costomaculana
Pseudexentera costomaculana är en fjärilsart som beskrevs av James Brackenridge Clemens 1860. Pseudexentera costomaculana ingår i släktet Pseudexentera och familjen vecklare. Inga underarter finns listade i Catalogue of Life.